# Уилкокс, Роберт Уильям
Роберт Уильям Каланихиапо Уилкокс (англ. Robert William Kalanihiapo Wilcox; 15 февраля 1855, о. Мауи — 23 октября 1903) по прозвищу «Железный герцог Гавайев» (англ. Iron Duke of Hawaiʻi) — гавайский военный, политик и заговорщик, представитель коренного населения архипелага. Он возглавлял мятежи как против правительства Королевства Гавайи во время правления короля Калакауа, так и против Республики Гавайи под управлением Сэнфорда Доула, после падения монархии. Позже, уже после вхождения Республики Гавайи в состав США, он был избран первым делегатом в конгресс Соединённых Штатов от территории Гавайи.

## Детство и молодость
Роберт Уилкокс родился 15 февраля 1855 года на острове Мауи. Его отец, капитан Уильям Слокум Уилкокс (1814—1910), был родом из Ньюпорта, Род-Айленд. Его мать, Калуа Маколеоалани (1836—1865), была родом с Мауи и являлась дочерью Маколеокалани Хиапо (внука Кеавикекахиалииокамоку) и Хаупы, прямого потомка Лономакаихоны (сын и брат соответственно короля Лонохонуакини и короля Каулахеа II Мауи, который правил в 1600-х годах). Его родители отправили его в школу-интернат Халеакала в городе Макавао.
После завершения учёбы Уилкокс стал учителем в сельской школе на Мауи. В 1880 году Уилкокс был избран в королевское законодательное собрание в Гонолулу от острова Оаху. Он представлял граждан Ваилики и соседних городов Мауи.

## Военная карьера
В 1881 году король Давид Калакауа выбрал Уилкокса и двух других гавайцев для отправки на учёбу в Королевскую военную академию в Турине (Королевство Италия). По окончании учёбы там (1885), он получил звание младшего лейтенанта артиллерии и был направлен для продолжения учёбы в Королевскую военную школу для офицеров инженерных войск и артиллерии.

### Замысел переворота (1888)
В 1888 году Партия реформ (которая позже стала Гавайской Республиканской партией) пришла к власти в Королевстве Гавайи. Через принятие так называемой «Конституции штыков» её члены лишили монарха значительной части политической власти и установили размеры доходов и имущества в качестве избирательного ценза, предъявляемого к имеющим право голоса, ограничив тем самым число избирателей только богатыми коренными гавайцами, американцами и европейцами. Партия реформ приостановила действие дорогостоящих программ, таких как обучение Уилкокса в Италии. 29 августа 1887 года Уилкокс получил приказ вернуться на родину. Вернувшись на Гавайи в октябре, он начал карьеру в качестве инспектора под патронажем Чарльза Б. Уилсона, но вскоре бросил её. Он потерял уверенность в том, что Калакауа был достаточно сильным, чтобы осуществлять королевскую власть. Уилкокс вместе с Чарльзом Уилсоном и Сэмом Ноулином задумали государственный переворот, собираясь заменить Калакауа его сестрой Лилиуокалани, но план переворота так и не был осуществлён. 11 февраля 1888 года Уилкокс оставил Гавайи с намерением вернуться в Италию со своей женой-итальянкой.

### Попытка переворота (1889)
Однако, вместо того чтобы вернуться в Италию, Уилкокс поселился в Сан-Франциско, штат Калифорния, США, где также работал в качестве земельного инспектора, а его жена зарабатывала дополнительные деньги, преподавая французский и итальянский языки. Когда он решил вернуться на Гавайи весной 1889 года, его жена Джина Уилкокс отказалась ехать с ним и взяла их дочь с собой в Италию.
Уилкокс задумал и на этот раз привёл вдействие ещё одну попытку заставить Калакауа подписать новую конституцию 30 июля 1889 года. Калакауа, видимо, знал о заговоре и покинул дворец, опасаясь, что восстание приведёт к замене его на троне Лилиуокалани. Зашедший в тупик Уилкокс в конце концов столкнулся со стрелками Гонолулу, и в ходе стычки сдался им. В октябре 1889 года он был осуждён за государственную измену судьёй Альбертом Фрэнсисом Джаддом, но был оправдан судом присяжных. Будучи одним из немногих, бросивших вызов Партии реформ, он приобрёл авторитет среди её противников. Он помог сформировать новую партию под названием «Национальная Партия реформ», которая выступала за восстановление власти монарха. Уилкокс был вновь избран в королевское законодательное собрание, где представлял (1890—1894) остров Оаху. Тем не менее, первоначальная Партия реформ, опираясь на экономические ресурсы «большой пятёрки» сахарных корпораций, осталась у власти.
В 1891 году король Калакауа умер, и его сестра Лилиуокалани унаследовала трон, поклявшись соблюдать Конституцию 1887 года. Уилкокс был возмущён, что Лилиуокалани не назначила его в состав её правительства, и сформировал собственную Национал-либеральную партию в ноябре 1891 года. Хотя он не выступал непосредственно за ликвидацию монархии, его партия требовала «возвращения власти людям», даже если это означало бы республиканскую форму правления. После выборов в феврале 1892 года, когда только 14000 человек было позволено голосовать, письма и петиции требовали реформы Конституции. 20 мая 1892 года Уилкокс и его единомышленники были арестованы по обвинены в заговоре с целью свержения королевы. Месяцем позже обвинения были сняты, и он был освобождён.
Вернувшись в парламент, он поддержал меры, которые бы лишили правительство власти, и к августу 1892 года министры подали в отставку. Уилкокс основал газету под названием «Либерал», существовавшую с сентября 1892 по апрель 1893 года. Он был главным редактором её отдела на гавайском языке, в то время как в разделе на английском языке было несколько других редакторов. Газета критиковала экстравагантный образ жизни, который вела королевская семьи, в то время как простые люди страдали от последствий экономического спада.

### Падение гавайской монархии (1893)
1 ноября 1892 года Лилиуокалани назначила новый кабинет министров, но через два часа законодательное собрание (в том числе Уилкокс) проголосовало за недоверие новому кабинету. 8 ноября 1892 года было сформировано новое правительство, приемлемое для законодательного собрания. Уилкокс не критиковал непосредственно королеву, но выступал за модернизацию и коммерческую и политическую защиту Гавайев от влияния зарубежных стран.
К концу 1892 года «Либерал» выразил поддержку королеве. 12 января ещё один вотум недоверия вынудил королеву назначить другой кабинет монархистов. 14 января Лилиуокалани приостановила деятельность законодательного собрания и поручила правительству разработать новый проект конституции, который позволил бы восстановить политическую власть монарха. Правительство высказалось против этого и не предприняло никаких действий. 17 января 1893 года Комитет по безопасности, опираясь на стрелков Гонолулу, занял дворец силой. В это время Уилкокс, как артиллерийский офицер, был призван Лилиоукалани на военную службу и находился в составе королевской гвардии, которая готовилась защищать королеву. Ещё до первого выстрела Лилиуокалани сдалась, чтобы избежать кровопролития.

### Восстание 1895 года
После свержения королевы газета «Либерал» возобновила свой выпуск (25 января 1893). Редактор раздела газеты на английском языке Кларенс Эшфорд поддержал Временное правительство Гавайев и выразил мнение, что королева сама виновата в своём свержении. 28 января газета выдвинула идею вхождения в Соединённые Штаты Америки в качестве штата, но в то же время протестовала против отсутствия коренных гавайцев среди новых лидеров. Ни монархия, ни Временное правительство не были представительной демократией. Редакционные статьи в феврале предлагали уже стать частью штата Калифорния, если бы это позволили всенародные выборы.
Тем не менее, «большая пятёрка», которые доминировала в экономике, хотела не допустить присоединения Гавайев к США, так как в качестве территории они не подпадали бы под действие американских законов о труде. Они зависели от дешевой рабочей силы для своих сахарных плантаций на Гавайях. В марте 1893 года президент США Гровер Кливленд отказался от присоединения Гавайев в какой бы то ни было форме. «Либерал» критиковал попытки принцессы Каилуани, отправившейся в Америку, чтобы выступить за поддержку реставрации монархии. Уилкокс желал получить должность в новом правительстве, но получил отказ. Газета «Либерал» была закрыта 15 апреля 1893 года. Ходили слухи, что Уилкокс готовится провозгласить либеральную республику.
Лидеры свержения монархии провозгласил Республику Гавайи 4 июля 1894 года. К концу года роялисты планировали путём контрреволюции восстановить власть Лилиуокалани. Ключевыми заговорщиками были Сэм Ноулин, начальник охраны королевы, Чарльз Т. Гулик, советник короля Калакауа и королевы Лилиуокалани, и Уильям Рикард, сахарный плантатор британского происхождения. Им был нужен военачальник, и они обратились к Уилкоксу. Сначала он колебался, но так как он был разочарован отсутствием прогресса в присоединении к Соединённым Штатам, а также был отвергнут Республикой, то согласился возглавить войска монархистов.
Роялисты и республиканские войска столкнулись у подножья Алмазной Головы 6 и 7 января 1895 года. Маноа была полем боя 9 января. Потери были незначительными, и только Картер, член известной семьи острова, был убит. Роялисты были быстро разгромлены, и Уилкокс провёл несколько дней в бегах, прежде чем попал в плен. Все роялистские лидеры были арестованы 16 января, когда Лилиуокалани была взята под стражу и заключена во дворце Иолани. Уилкокс был арестован и осуждён за государственную измену. На этот раз он был осуждён 23 февраля 1895 года и приговорён к смертной казни вместе с пятью другими лидерами. Некоторые из них были освобождены в связи с дачей показаний против других, и его приговор был смягчён до 35 лет лишения свободы. 1 января 1898 года он был помилован Сэнфордом Доулом, президентом Республики, который оказал давление на Лилиуокалани, чтобы она отказалась от претензий на престол в обмен на жизнь и свободу тех, кто был приговорён к смертной казни.

## Конгресс Соединённых Штатов
4 июля 1898 года, после принятия Ньюлендсской резолюции, Соединённые Штаты аннексировали Гавайи (получившие статус территории), и Доул был назначен губернатором. Гавайским Органическим законом от 30 апреля 1900 года была создана должность делегата в Конгрессе США от новой территории Гавайских островов. Уилкокс организовал избирательную кампанию. Помогая трансформировать ранее выступавшие против аннексии политические объединения коренных гавайцев в Гавайскую Независимую партию (позднее названную Партией самоуправления Гавайев), он выступал за «равные права для народа». Оппоненты обвиняли его в двоеженстве, так как его первый брак в Италии был аннулирован только церковью. Республиканская партия номинировала богатого фермера и бывшего члена кабинета министров Самуэля Паркера, а Демократическая партия Гавайев выдвинула князя Давида Кавананакоа, однако Уилкокс легко победил на выборах в 57-й Конгресс. Он надеялся, что его место в Вашингтоне может быть использовано для пропаганды улучшения жизни коренных гавайцев — сообщества, к которому, как он опасался, американское правительство могло относиться с пренебрежением. Отвечая на просьбу кратко рассказать автобиографию для бюллетеня Конгресса, он вместо обычного перечисления послужного списка назвал себя «неутомимым и бесстрашным лидером своих соотечественников». Он назвал нынешнее правительство «Олигархией Доула».
Однако, по приезде в Вашингтон он быстро оказался аутсайдером. Английский был его вторым языком, и его популистская риторика дала ему нескольких союзников в Конгрессе, которые были недовольны медленным делопроизводством. Расовая сегрегация, принятая тогда в США, означала, что его могут причислить к «цветным» из-за его смешанного происхождения. Его служба была омрачена обвинениями, что он не поддерживает действия США на Филиппинах во время Филиппино-американской войны. Уилкокс работал в Конгрессе один срок — с 6 ноября 1900 по 3 марта 1903 года. Хотя он был поддержан Демократической партией также в 1902 году, но потерпел поражение на выборах от князя Ионы Кухио Каланианаоле из Республиканской партии.

## Семья
Составлявший анти-монархические заговоры, а затем приговорённый к смерти за участие в заговоре про-монархическом, Уилкокс дважды женился на женщинах, принадлежавших к титулованной знати. Его первой женой была итальянская баронесса, а второй — гавайская принцесса. Первой женой Уилкокса была баронесса Джина Собреро, старшая дочь пьемонтского барона Лоренцо Собреро и неаполитанской принцессы Виттории Колонна ди Стиглано. Его дочь от первого брака умерла вскоре после его разрыва с баронессой Джиной Собреро. 20 августа 1896 года Уилкокс женился на принцессе Терезе Оована Ка’охелелани Ла Ануй (1860—1944), которая происходила из семьи брата короля Камеамеа I. У них были сын и дочь, принц Роберт Каланикупуапаикаланинуи (1893—1934) и принцесса Вирджиния Кахоа Ка’ахуману Каихи Каихикапумахана (1895—1954). Вторая дочь, Элизабет Ка’акауланинуи, умерла в младенчестве в 1898 году.

## Память
В том же году он покинул Конгресс и решил баллотироваться на пост верховного шерифа Гонолулу. Здоровье Уилкокса сильно ухудшилось: в то время как он выступал с предвыборной речью, он перенёс кровоизлияние и умер несколько дней спустя, 23 октября 1903 года. Он был похоронен в обычной могиле на католическом кладбище в Гонолулу. В 1993 году бронзовая статуя Уилкокса была установлена на базе Форт-Стрит. Надпись на ней гласит: «Он был, по мнению многих его соотечественников, национальным героем». Ныне статуя установлена на важном месте в центре города Гонолулу в Парке Уилкокса, также названном в его честь в 1989 году, в год столетия «Восстания Уилкокса».